# ون چوانیوان
ون چوان یوان (Chinese: 文传源; زاده ۲۲ ژوئن ۱۹۱۸ – درگذشته ۱ اکتبر ۲۰۱۹) یک مهندس هوانوردی و اتوماسیون چینی بود. او استاد و بنیانگذار دانشکده علوم اتوماسیون و مهندسی برق در دانشگاه بیهانگ. او اولین وسیله نقلیه هوایی بدون سرنشین (UAV) چین را در سال 1959 و اولین شبیه ساز پرواز در سال 1983را توسعه داد. به او جایزه پیشرفت علم و فناوری دولتی (در کلاس اول) در سال 1985 اهدا شد.

## سنین جوانی و تحصیل
ون در ۲۲ ژوئن ۱۹۱۸ در شهرستان شینقائو، کاونتی هنان هونان متولد شد. پدرش، ون بينگن، کشاورز بود. او در سال 1933 به مدرسه ی میانوالی یوی یون در چانگزا و در سال 1936 به مدرسه ی عادی شماره ی یک هونان وارد شد. هنگامی که جنگ دوم چین-جاپون در ژوئیه 1937 آغاز شد، ون و سایر دانش آموزان دبیرستان آموزش نظامی را که توسط رئیس استان ژانگ ژژونگ سازماندهی شده بود دریافت کردند.
پس از آتش سوزی چانگشا در سال 1938 ، ون تلاش کرد تا یک نیروی چریکی را برای مقاومت در برابر تهاجم ژاپن به هونان سازماندهی کند، اما ناموفق بود. او به شمال غربی چین که از اشغال ژاپنی ها آزاد بود نقل مکان کرد و در مؤسسه مهندسی شمال غربی در رشته مهندسی هوانوردی تحصیل کرد.

## حرفه

### جمهوری چین
پس از فارغ التحصیلی در سال 1943، ون به کار در کارخانه هواپیماسازی شماره 4 در گویلین ، تحت نیروی هوایی جمهوری چین منصوب شد. پس از تسلیم ژاپن در سال 1945، ون به هیئت علمی آکادمی نیروی هوایی جمهوری چین در Jianqiao ، Hangzhou پیوست.  در سال 1948، در طول جنگ داخلی چین ، ون از آکادمی Jianqiao استعفا داد و به هونان بازگشت. او در فوریه 1949 به حزب کمونیست چین پیوست و به عنوان کمیسر سیاسی در نیروی چریکی کمونیست در هونان خدمت کرد.

## جمهوری خلق اولیه چین
پس از تأسیس جمهوری خلق چین ، ون در دسامبر 1949 به بخش آموزشی نیروی هوایی ارتش آزادیبخش خلق تازه تأسیس پیوست. او به عنوان مشاور مکانیک خدمت کرد و سه کتاب درسی برای مهندسی هوانوردی نوشت، از جمله ساختار هواپیمای MiG-15 .
ون در جولای 1951 دانشیار دانشگاه شمال چین شد. هنگامی که دولت کمونیستی آموزش عالی چین را بر اساس مدل شوروی در سال 1952 سازماندهی مجدد کرد، ون به مؤسسه تازه تأسیس هوانوردی و فضانوردی پکن (دانشگاه بی هانگ کنونی) منتقل شد.  در Beihang، او دپارتمان تجهیزات هواپیما، پیشین دانشکده علوم اتوماسیون و مهندسی برق را تأسیس کرد و به عنوان رئیس آن خدمت کرد. او در سال 1962 به استادی کامل رسید.
در سال 1957، ون و گروهش پیشنهاد ساخت یک وسیله نقلیه هوایی بدون سرنشین (UAV) یا پهپاد را دادند. اگرچه کارشناسان اتحاد جماهیر شوروی در مورد پیشنهاد او تردید داشتند، رئیس جمهور بی هانگ وو گوانگ آن را به نخست وزیر ژو انلای ارائه کرد و او این پروژه را تایید کرد.  ون به عنوان طراح اصلی، طراحی پهپاد خود را بر اساس هواپیمای ترابری Nanchang Y-5 قرار داد.</link> در فوریه 1959، اولین پهپاد چین، با نام پکن شماره 5، اولین پرواز خود را در پکن به پایان رساند.

### انقلاب فرهنگی و بعد از آن حرفه
هنگامی که انقلاب فرهنگی در سال 1966 آغاز شد، ون مورد آزار و اذیت قرار گرفت و بارها مورد ضرب و شتم و تحقیر قرار گرفت، گاهی اوقات توسط شاگردان خود. اما با شروع مجدد تحصیلات دانشگاهی پس از پایان انقلاب در سال 1355، او شکنجه‌گران سابق خود را بخشید و به تدریس دانشجویانی که او را کتک زده بودند، ادامه داد.
در سال 1975، ون به عنوان طراح اصلی اولین شبیه ساز پرواز چین منصوب شد. این سیستم برای استفاده در سال 1983 تایید شد و در سال 1985 جایزه دولتی پیشرفت علم و فناوری (کلاس اول) را دریافت کرد  در سال 1987، ون مرکز تحقیقات سیستم کنترل پرواز را در بیهانگ تأسیس کرد. او در سال 1988 انجمن شبیه سازی سیستم چین را تأسیس کرد و به عنوان اولین رئیس آن فعالیت کرد.
اگرچه به طور اسمی در سال 1988 بازنشسته شد،  تا سال 2003 در دانشگاه بیهانگ تدریس کرد. او بیش از 150000 یوان برای بورسیه تحصیلی به دانشگاه اهدا کرد. در سپتامبر 2018، "جایزه دستاورد Lide Shuren" توسط دانشگاه به او اعطا شد. ون در 1 اکتبر 2019 در پکن درگذشت. او 101 سال داشت.